# Roger testvér
Roger testvér (ejtsd: [rozsé]), teljes nevén Roger Louis Schütz-Marsauche (Provence, Vaud kanton, 1915. május 12. – Taizé, 2005. augusztus 16.) a taizéi szerzetesközösség alapítója.

## Élete
Vallásos protestáns családba született kilencedik gyermekként. Anyja francia asszony, apja református lelkész volt.
Roger eredetileg paraszt és író akart lenni, de egy újságcikk ösztönözte arra, hogy teológiát tanuljon. 1937-1940 között Lausanne-ban és Strasbourg-ban tanult. 1940-ben telepedett le az akkor német megszállás alatt lévő Franciaországban, azzal az elhatározással, hogy közösséget alapítson, ami az emberek közötti kiengesztelődést szolgálja. Háza rövidesen a nácik által üldözöttek menedékhelyévé vált. A csoport lelepleződése miatt 1942-ben közösségével együtt Svájcba kellett menekülnie. A terület felszabadulása után, 1944-ben társaival visszatért Taizébe, ahol árva gyermekeket gondozott, illetve német hadifoglyokat látogatott.
1949-ben a közösségből heten fogadalmat tettek, ezzel létrejött az ökumenikus keresztény szerzetesközösség, aminek Roger lett a priorja, és aminek 1952-ben állította fel szabályait. Ettől kezdve haláláig vezette a gyülekezetet, amihez egyre többen csatlakoztak szerzetesként. Az általuk szervezett programok is egyre nagyobb tömegeket vonzottak, sőt a közösség egyre több helyen szervezett ifjúsági találkozókat Taizén kívül is.

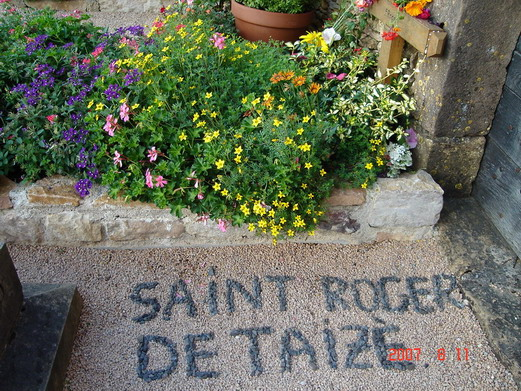
Roger testvér sírja

Roger testvér az ifjúsági találkozókra, illetve később negyedévi rendszerességgel publikálta gondolatait, amelyek Taizé-i levelek címen vált ismertté. A levelek mellett jelentős számú egyéb publikációja is megjelent.
XXIII. János pápa meghívására egy társával a második vatikáni zsinaton is részt vett. II. János Pál pápa többször is elismerte tevékenységét, és Roger szoros kapcsolatokat ápolt más keresztény és nem keresztény egyházak képviselőivel is.
2005. augusztus 16-án az esti imádság alatt egy pszichésen zavart román asszony késsel meggyilkolta. Temetésén a legtöbb keresztény egyház, illetve Európa vallási és politikai elitje is képviseltette magát.

## A Taizéi közösség

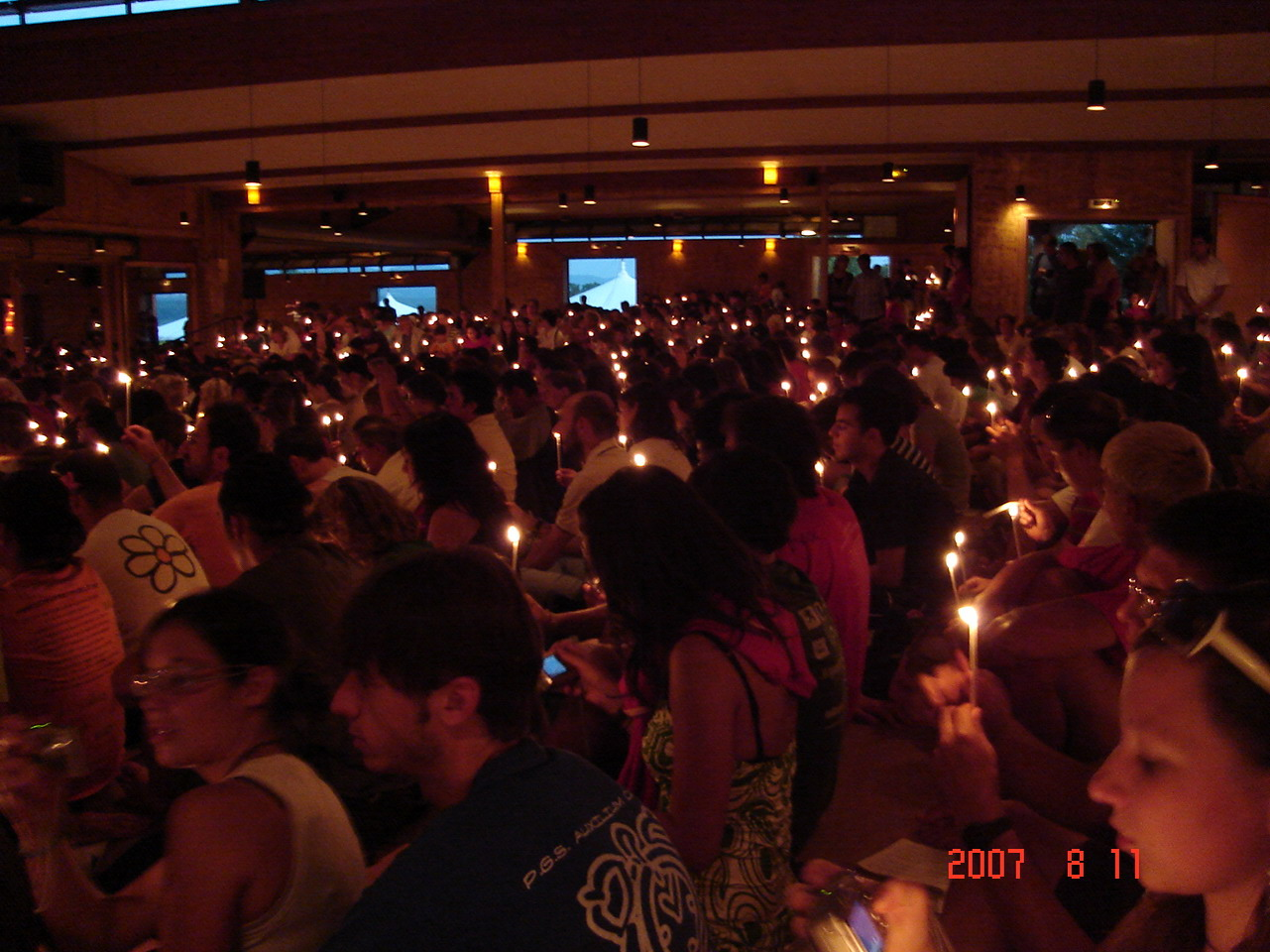
Szombat esti ima a taizéi templomban

Roger Schütz 1949-ben alapította meg a Clunyhöz közel fekvő Taizé falujában vallási közösségét, melynek legfőbb célja a kiengesztelődés, a felekezetek közötti béke és összhang megteremtése volt. Az eleinte főképp protestánsokból álló közösséghez mind több katolikus is csatlakozott.
Mára közel harminc országból, több mint száz szerzetes testvére van a közösségnek, s évente sok tízezer fiatal látogat el ide.
A közösség szervezésében minden év utolsó napjaiban fiatalok tízezreinek részvételével Európa egy-egy városában tartják találkozójukat A bizalom zarándokútja a Földön névvel.

## Díjak és kitüntetések
- 1974: Templeton-díj
- 1974: Német Könyvkereskedők Békedíja
- 1986: A Varsói Egyetem díszdoktora
- 1988: A békére nevelésért UNESCO díj
- 1989: Aachen város Károly-díja
- 1990: A leuveni Katolikus Egyetem díszdoktora
- 1992: Robert Schuman Díj
- 1996: Notre Dame Díj
- 2003: Dignitas Humana Award

## Magyarul megjelent művei
- Roger Schutz: Az egység sodrában; Hueber, München, 1967
- Források. Válogatás Frére Roger írásaiból; ford. Kiss Zsuzsa; Opus Mystici Corporis, Bécs, 1984 (A dialógus jegyében)
- Szenvedélyes várakozással; ford. Vasváry Krisztina; OMC, Wien, 1986
- Roger Testvér–Teréz Anya: Keresztút; ford. Vasváry Krisztina; OMC, Bécs, 1986
- Roger Testvér–Teréz Anya: Mária, a kiengesztelődés anyja; ford. Vasváry Krisztina; OMC, Bécs, 1988
- Soha ki nem alvó tűz. Roger testvér imái, Taizé. A Kiengesztelődés Templomában készült fényképekkel; ford. Lámpás Kiadó; Lámpás, Abaliget, 1990
- Szeretetének tüze; ford. Vasváry-Eisenbart Krisztina; Vigilia, Bp., 1991
- Benned a szív békessége. Gondolatok az év minden napjára; Agapé, Novi Sad, 1997
- Taizé forrásai; ford. Hegedűs Andrea; Vigilia, Bp., 1997
- Teréz anya–Roger testvér: Az imádság mint üdítő forrás; ford. Merza Edit, Stirbicz Marietta, Thorday Attila; Agapé, Szeged, 2001 ISBN 963-458-249-4
- Teréz anya–Roger testvér: Az imádság mint üdítő forrás; ford. Merza Edit, Stirbicz Marietta, Thorday Attila; 2. jav. kiad.; Agapé, Szeged, 2007
- Isten csak szeretni tud; ford. Tüske-Hegedüs Andrea; Vigilia, Bp., 2016